# Neacomys
Neacomys é um gênero de roedores da família Cricetidae.

## Espécies[1][2]
- Neacomys auriventer Brito, Tinoco, Burneo, Koch, Arguero, Vargas & Pinto, 2021
- Neacomys aletheia Semedo, da Silva, Carmignotto & Rossi, 2021
- Neacomys amoenus Thomas, 1903
- Neacomys dubosti Voss, Lunde & Simmons, 2001
- Neacomys elieceri Semedo, da Silva, Carmignotto & Rossi, 2021
- Neacomys guianae Thomas, 1905
- Neacomys jau Semedo, da Silva, Carmignotto & Rossi, 2021
- Neacomys leilae Caccavo & Weksler, 2021
- Neacomys macedoruizi Sanchez-Vendizu, Pacheco & Vivas-Ruiz, 2018
- Neacomys marajoara Semedo, Silva, Gutiérrez, Ferreira, Nunes, Mendes-Oliveira, Farias, Rossi, 2020
- Neacomys marci Brito & Tinoco, 2023
- Neacomys minutus Patton, da Silva & Malcolm, 2000
- Neacomys musseri Patton, da Silva & Malcolm, 2000
- Neacomys oliveirai Caccavo & Weksler, 2021
- Neacomys paracou Voss, Lunde & Simmons, 2001
- Neacomys pictus Goldman, 1912
- Neacomys rosalindae Sanchez-Vendizu, Pacheco & Vivas-Ruiz, 2018
- Neacomys spinosus (Thomas, 1882)
- Neacomys tenuipes Thomas, 1900
- Neacomys vargasllosai Hurtado & Pacheco, 2017
- Neacomys vossi Semedo, Silva, Gutiérrez, Ferreira, Nunes, Mendes-Oliveira, Farias, Rossi, 2020
- Neacomys xingu Semedo, Silva, Gutiérrez, Ferreira, Nunes, Mendes-Oliveira, Farias, Rossi, 2020